# Église Saint-François-d'Assise de Besançon
Pour les articles homonymes, voir Église Saint-François-d'Assise.
L’église Saint-François-d’Assise est un édifice construit au cours du XXe siècle et un lieu de culte catholique, dans le quartier de Planoise à Besançon.

## Édifice

### Historique
L'édifice est construit au début des années 1970 sur les plans de l'’architecte et urbaniste Maurice Novarina, créateur du secteur des Époisses. 
Il est inauguré le 18 novembre 1972.

### Architecture
L’édifice est essentiellement constitué de béton et de contreplaqué, il est dessiné en « carré », à l’instar des églises traditionnelles, en forme de croix.  Le monument ne dispose d’aucun clocher.
À l'intérieur, dans le chœur, une sculpture représentant « La résurrection », due à l'artiste Jean Gilles, frère du père Gilles, est inaugurée en 2002. Une tapisserie fabriquée en 1972 par les paroissiens se trouve dans une salle.
À l’extérieur, une fresque de 33 000 éléments, réalisée par l’artiste Pascutto.

### Démolition puis reconstruction
Malgré la réfection du toit en 2008, l'édifice a continué à se dégrader. Depuis juin 2023, la porte principale du bâtiment est condamnée, il est devenu trop dangereux d'y pénétrer.
En 2024, la décision est prise par l'évêché, propriétaire des lieux, de démolir le bâtiment puis de le reconstruire au même endroit,. Le 7 septembre 2024, le bâtiment est vidé lors d'un « vide-église ».

## Lieu de culte

### Historique
En 1972, cette église devient le seul lieu de culte chrétien du quartier, bien que ce dernier en accueillait pas moins de cinq, d’où sa position annexe par rapport au centre de Planoise. Les fidèles des années 1950 à 1972 se réunissent dans la ferme Roy, là où est actuellement le parc des expositions Micropolis avant la construction du monument, situé au fond de la place Jean Moulin, dans le secteur des Époisses et proche du boulevard ouest.
La déchristianisation du secteur se fait ressentir de plus en plus: pas plus d’une centaine de pratiquants rejoignent les bancs de l’église les soirs de fête (Noël, Pâques), ce qui décourage les autres projets d’églises dans le quartier.
Les locaux annexes (salles Jean XXIII) sont revendus et le presbytère est désaffecté. En 2024, le curé réside à la maison paroissiale de Saint-Ferjeux.

### Paroisse
Cette église est le seul lieu de culte de la paroisse « Saint François d'Assise Besançon », l'une des six paroisses du doyenné de Besançon, au sein de l'archidiocèse de Besançon.
À son apogée, la paroisse anime de nombreuses activités (chorale africaine, chorale pour jeunes, club de tout âges, associations caritatives…) et compte jusqu'à quatre prêtres.
En 2005, Jean-François Francisco, jeune de la paroisse, est ordonné prêtre. En 2024, il est vicaire épiscopal et doyen des plateaux du Doubs.

### Liste des curés
Sept curés se sont succédé depuis 1970 :
- juillet 1970-1979 : père Gilles, investi dans des associations pour l’insertion des asiatiques :
- 1979-1983 : Pierre Bergier ;
- 1983-2000 : Maurice Bez, nommé ensuite responsable des relations de l’évêché avec les musulmans ;
- 2000-2015 : Gérard Thévenin[3] ;
- 2015-2018 : Christophe Jacquinot ;
- 2018-2019 : Sébastien Girard ;
- depuis 2019 : François Boiteux[10], également doyen et curé des paroisses Saint-Férréol et Saint-Jean-Baptiste.

## Pour approfondir